# Alicia Benavides
Alicia Benavides (Arequipa, 1938), más conocida como Chichi Benavides, es una fotoperiodista y retratista peruana. Su trabajo contribuyó al desarrollo del fotoperiodismo en el Perú, especialmente en el género del retrato. Parte de su obra ha sido publicada en medios nacionales e internacionales, y tuvo un rol importante en la formación de nuevas generaciones de fotógrafos.

## Biografía
Su interés por la fotografía comenzó en 1971, cuando tenía 33 años. Inició su formación de manera autodidacta, utilizando una cámara prestada por su padre. Más adelante, el fotógrafo Jesús Ruiz le enseñó técnicas de revelado en laboratorio. Posteriormente, complementó su aprendizaje con estudios técnicos en el Instituto Antonio Gaudí y en la Pontificia Universidad Católica del Perú (PUCP).

### Carrera profesional
En 1972, comenzó a trabajar como reportera gráfica en la revista Oiga, donde se encargó de la cobertura cultural. Durante sus primeros años, recibió orientación del fotógrafo Óscar Fernández. Permaneció en Oiga durante nueve años y, posteriormente, trabajó trece años en la revista Caretas.
En 1984, se trasladó a Berna, Suiza, donde trabajó como asistente del fotógrafo suizo Fredo Meyerhenn. En 1986, obtuvo una beca otorgada por la UNESCO, a través del Programa Internacional para el Desarrollo de la Comunicación, que le permitió realizar estudios en el Instituto Nacional de Reportaje Werner Lamberz en Berlín, Alemania.
Asimismo, colaboró con diversas revistas nacionales como Qué Hacer, Debate, La Tortuga y Espejo, así como con editoriales como la Pontificia Universidad Católica del Perú, Peisa y el Fondo Editorial del Banco de Crédito del Perú. A nivel internacional, sus trabajos han sido publicados en medios como El Periodista (Buenos Aires), GEO (Hamburgo), Libération (París), Newsweek (Nueva York), The Washington Post (Washington D. C.) y Mother Jones (Estados Unidos).
Entre 1993 y 2017, fue docente en la Facultad de Arte y Diseño de la Pontificia Universidad Católica del Perú, tras ser convocada por el profesor Adolfo Winternitz.

## Características de su obra
Durante su trayectoria, Alicia Benavides documentó temas políticos y sociales mediante reportajes fotográficos, pero desarrolló la mayor parte de su trabajo en el retrato. Su estilo se caracterizó por el uso de luz natural y la creación de un entorno que facilitara la espontaneidad del retratado. Esta estrategia tenía como objetivo captar gestos y posturas que reflejaran aspectos de la personalidad del sujeto. Aunque muchas de sus fotografías fueron posadas, consideraba que ciertos elementos del cuerpo o expresiones podían revelar información significativa sobre la persona retratada.
Entre sus retratos más conocidos se encuentran los de figuras destacadas de la cultura hispanoamericana. Fotografió a la poeta Blanca Varela, al escritor Julio Ramón Ribeyro —fotografiado en París durante la década de 1980— y al autor argentino Julio Cortázar retratado en el centro de Lima.

## Exposiciones
- En 1985, realizó su primera exposición individual en el Centro Cultural de la Municipalidad de Miraflores.
- En 2019, el Centro de la Imagen presentó una muestra retrospectiva de su trabajo.[9]

## Premios y reconocimientos
- Beca UNESCO (1986): Otorgada por el Programa Internacional para el Desarrollo de la Comunicación para estudios en Berlín, Alemania.[3]
- Reconocimiento en Lima Photo (2019): Homenaje por su trayectoria profesional y contribución al fotoperiodismo en el Perú.[6]